# トーア再保険
トーア再保険株式会社（トーアさいほけん、英:The Toa Reinsurance Company, Ltd）は、火災保険を始めとした各種損害保険および生命保険等の再保険を専門に扱う日本唯一の総合再保険専門会社である。

## 概要
日本に所在する唯一の総合再保険専門会社として、日本・世界各国の損害保険会社・生命保険会社・再保険会社等からの再保険引き受けを行っている。再保険リスクの国内消化のため、日本の損害保険会社の共同出資により1940年に設立され、現在も株式の大部分を日本の損害保険会社が保有しているが、特定の損害保険グループ・財閥グループには属していない。
航空保険・原子力保険・自賠責保険等に係る再保険プール事務局業務の受託事業も行っている。
保険業界に強みを持つ米国の格付会社AM Best社のランキングでは、2012年度計上グロス再保険料ベースで世界第22位。1997年第1回「Reinsurance Company of the Year」受賞。2009年 Global Reinsurance Forum 創設メンバーカンパニー。
生命保険中央会及び損害保険中央会の保険業務に関する権利義務の承継等に関する法律第三条に基づき閉鎖機関に指定された損害保険中央会の権利義務を承継している。

## 沿革
- 1940年（昭和15年）10月 - 東亜火災海上再保険株式会社を設立。
- 1947年（昭和22年）4月 - 再保険専門会社として再発足。
- 1952年（昭和27年）4月 - 海外再保険取引開始。
- 1975年（昭和50年）4月 - ロンドン駐在員事務所を開設
- 1979年（昭和54年）4月 - 香港駐在員事務所を開設。The Toa-Re Insurance Co. (U.K.）Ltd. を設立。
- 1982年（昭和57年）
  - 4月 - ニューヨーク駐在員事務所を開設。
  - 10月 - 連結子会社としてThe Toa-Re Insurance Co., of Americaを設立。
- 1997年（平成9年）
  - 2月 - 生命再保険事業認可。
  - 9月 - シンガポール支店を開設。第1回「Reinsurance Company of the Year」を受賞。
  - 12月 - Swiss Re社からM&G America社を買収。The Toa-Re Insurance Co., of Americaと合併し、商号をThe Toa Reinsurance Co. of Americaに変更。
- 1998年（平成10年）3月 - 第三分野および共同保険式生命再保険の追加認可。
- 1999年（平成11年）
  - 1月 - クアラルンプール支店を開設。
  - 4月 - トーア再保険株式会社に商号変更。
  - 6月 - ホンコン支店を開設。
- 2000年（平成12年）
  - 7月 - 損害共済の再保険引受認可。
  - 11月 - 台北駐在員事務所を開設。
- 2002年（平成14年）
  - 1月 - 連結子会社としてThe Toa 21st Century Reinsurance Co. Ltd.を設立。
  - 4月 - 生命共済の再保険引受認可。
- 2003年（平成15年）3月 - The Toa-Re Insurance Co. (U.K.) Ltd.を売却。